# Higgsovo polje
Higgsovo polje je v standardnem modelu fizike delcev domnevno skalarno kvantno polje, ki ga posredujejo Higgsovi bozoni, in verjetno napolnjuje celotno Vesolje. Obstoj polja je upravičen, saj lahko pojasni velike razlike v masi med delci polja šibke jedrske sile (bozoni W in Z) in elektromagnetnega polja (fotoni). Polje se imenuje po škotskem fiziku Petru Wareu Higgsu, ki ga je uvedel. Nosilci Higgsovega polja, Higgsovi bozoni, imajo spin nič in zadovoljujejo Bose-Einsteinovo statistiko.
Z naslednjo generacijo pospeševalnikov osnovnih delcev in še posebej z Velikim hadronskim trkalnikom (LHC) bodo znanstveniki v CERN-u poskušali preiskati naravo delcev, značilno za Higgsovo polje.